# 鲍勃·布兰纳姆
罗伯特·沃伦·布兰纳姆（英語：Robert Warren Brannum，1925年5月28日—2005年2月5日），美国NBA联盟前职业篮球运动员。